# Eupsophus
Eupsophus es un género representado por diez especies de anfibios anuros endémicos de Chile y Argentina. El género forma parte de la familia Alsodidae, en la cual está presente otro género endémico de dichos países, Alsodes.

## Especies
Se reconocen las siguientes según ASW:
- Eupsophus altor Nuñez, Rabanal & Formas, 2012
- Eupsophus calcaratus (Günther, 1881)
- Eupsophus contulmoensis Ortiz, Ibarra-Vidal, and Formas, 1989
- Eupsophus emiliopugini Formas, 1989
- Eupsophus insularis (Philippi, 1902)
- Eupsophus migueli Formas, 1978
- Eupsophus nahuelbutensis Ortiz and Ibarra-Vidal, 1992
- Eupsophus roseus (Duméril and Bibron, 1841)
- Eupsophus septentrionalis Ibarra-Vidal, Ortiz, and Torres-Pérez, 2004
- Eupsophus vertebralis Grandison, 1961